# Psychotria araguana
Psychotria araguana är en måreväxtart som beskrevs av Paul Carpenter Standley. Psychotria araguana ingår i släktet Psychotria och familjen måreväxter. Inga underarter finns listade i Catalogue of Life.